# Catamarca Aero.
Catamarca Aero. är en flygplats i Argentina. Den ligger i den norra delen av landet, 1 000 km nordväst om huvudstaden Buenos Aires. Catamarca Aero. ligger 463 meter över havet.
Terrängen runt Catamarca Aero. är platt åt nordväst, men åt sydost är den kuperad. Terrängen runt Catamarca Aero. sluttar västerut. Runt Catamarca Aero. är det ganska glesbefolkat, med 45 invånare per kvadratkilometer.. Närmaste större samhälle är San Fernando del Valle de Catamarca, 14,1 km norr om Catamarca Aero..
Omgivningarna runt Catamarca Aero. är i huvudsak ett öppet busklandskap.